# فيستاس (شركة)
فيستاس ويند سيستمز (بالإنجليزية: Vestas Wind Systems A/S) هي شركة دنماركية تعتبر المصنعة، البائع، المثبت، مع صيانة لتوربينات الرياح. تأسست في عام 1945، واعتبارا من عام 2013 هي أكبر شركة تصنيع توربينات الرياح في العالم. وتقوم الشركة بتشغيل مصانع في الدنمارك وألمانيا والهند وإيطاليا ورومانيا والمملكة المتحدة وإسبانيا والسويد والنرويج وأستراليا والصين والولايات المتحدة  وتوظف أكثر من 21,000 شخص في جميع أنحاء العالم.

## تطور سريع
بدأت Vestas برنامج ناشر الدعاية كاشف الفساد في عام 2007 ، من بين البرامج الأولى في الدنمارك.
في 1 كانون الأول (ديسمبر) 2008 ، أعلنت فيستاس عن خطط لتوسيع مقرها في أمريكا الشمالية في بورتلاند من خلال بناء مبنى جديد 600,000 قدم مربع (56,000 م2) ، ولكن تم إيقاف هذه الخطة في عام 2009 بسبب الوضع الاقتصادي الراكد ، وفي أغسطس 2010 ، أعلنت الشركة عن خطة منقحة ، مقلصة الحجم ، لتوسيع مقرها الرئيسي في بورتلاند عن طريق تجديد المبنى بمساحة 172,000 قدم2 (16,000 م2) . في ذلك الوقت ، وظفت Vestas حوالي 400 موظف في بورتلاند والتزمت بإضافة 100 موظف آخر على الأقل هناك في غضون خمس سنوات ؛ سيتسع المبنى الجديد لما يصل إلى 600 عامل. نقلت الشركة مكاتبها في بورتلاند إلى مبنى المقر الجديد ، وهو مبنى تم تجديده مبنى تاريخي ‏ ، في أيار (مايو) 2012.
في فبراير 2009 ، أعلنت الشركة عن إنتاج نوعين جديدين من التوربينات ، 3 ميغاواط V112 و 1.8 ميغاواط V100. كانت النماذج الجديدة ستكون متاحة في عام 2010.
في يوليو 2009 ، أعلنت فيستاس أن عمليات التصنيع في جزيرة وايت في إنجلترا ستغلق بسبب نقص الطلب في المملكة المتحدة ، مما أثر على 525 وظيفة هناك و 100 في ساوثهامبتون. احتل حوالي 25 عاملاً في مصنع توربينات الرياح في الجزيرة مكاتب الإدارة احتجاجًا في 20 يوليو 2009 ، مطالبين بالتأميم لإنقاذ وظائفهم.
في أغسطس 2009 ، وظفت فيستاس أكثر من 5000 عامل إضافي لمصانعها الجديدة في الصين ، و الولايات المتحدة ، و إسبانيا. قالت الشركة إنها "تتوسع بشكل كبير في الصين والولايات المتحدة لأن هذه الأسواق كانت تنمو بشكل أسرع ، على عكس الوتيرة البطيئة لتطوير مزارع الرياح في المملكة المتحدة". كجزء من هذا التحول التدريجي في الإنتاج بعيدًا عن أوروبا ونحو الصين والولايات المتحدة ، في أكتوبر 2010 ، أعلنت الشركة أنها ستغلق خمسة مصانع في الدنمارك والسويد ، بخسارة 3000 وظائف.
في نوفمبر 2010 ، أغلقت فيستاس قسم الاستشارات للموظفين المكون من 70 شخصًا "Vestas Excellence" ، والمسؤول عن تأمين القدرة التنافسية والتعامل مع الموردين و ضمان الجودة والعولمة.
في كانون الثاني (يناير) 2012 ، اقترحت الشركة فصل 1600 عامل من أصل 3000 عامل أمريكي إذا لم تجدد الولايات المتحدة 2.2 سنتًا لكل كيلو واط في الساعة الائتمان الضريبي للإنتاج ، <! - من المقرر أن تنتهي صلاحيته في نهاية عام 2012 .-->  الذي تم تمديده في 2013.

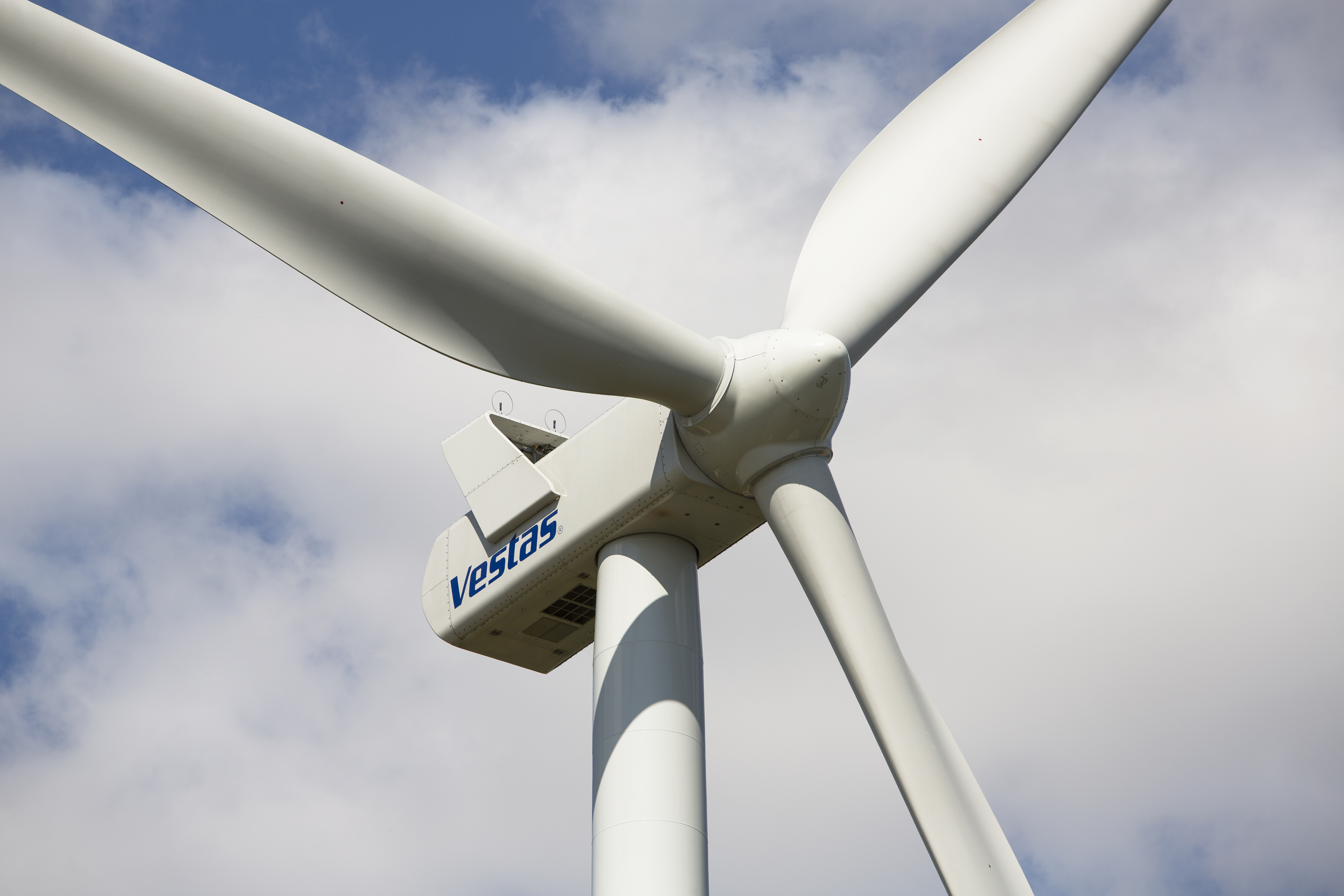
Vestas V90 في السويد

في 13 أغسطس 2012 ، تم تسريح ما يقدر بـ 90 عاملاً من منشأة بويبلو. تم وضع ستة خطوط ملونة طويلة تؤدي إلى مخرج على الأرض. تم إعطاء أولئك الذين تم تسريحهم واحدة من ست أوراق ملونة مختلفة ، ثم تم توجيههم لاتباع الخط الملون الذي يتطابق مع الورق الملون الذي تم إعطاؤه لهم. في عام 2013 ، بدأ مصنع البرج في بويبلو في زيادة الاستخدام الكامل مع انتعاش الطلبات من ركود عام 2012.
تشتمل المرافق الأخرى في كولورادو على 750 شخصًا آخرين يعملون في منشأة لتصنيع الشفرات في وندسور ، كولورادو. فيستاس لديه باسنة منشأة تصنيع في برايتون ، كولورادو تخفض 110 وظيفة من كولورادو في مصانع برايتون ، وندسور بليد ، وتدير أيضًا منشأة برجية في بويبلو ، كولورادو. قالت فيستاس إنها قررت بناء منشآتها الإنتاجية في أمريكا الشمالية في كولورادو بسبب مركز الولاية الموقع ، والبنية التحتية الشاملة للنقل ونظام السكك الحديدية ، وقاعدة التصنيع الحالية ، والقوى العاملة الماهرة. في مايو 2013 ، أصبحت ماريكا فريدريكسون نائب الرئيس التنفيذي الجديد للشركة و المدير المالي بعد استقال سلفها داغ أندرسون لأسباب شخصية. تتمثل استراتيجيتها في إعادة فيستاس إلى أرباح أعلى بعد الخسائر الكبيرة التي تكبدتها الشركة: من 166 مليون يورو في عام 2011 وزيادة إلى 963 مليون يورو في عام 2012.
في سبتمبر 2013 ، قامت فيستاس بعمل مشروع مشترك لتوربينات الرياح البحرية مع ميتسوبيشي للصناعات الثقيلة بإنشاء MHI-Vestas ، بما في ذلك 7-9 ميجاوات Vestas V164 ، أقوى توربين على الأرض.
في أكتوبر 2013 ، باعت Vestas مصانعها الأربعة للسبك والمصانع الآلية إلى VTC Partners GmbH.
في مايو 2014 ، أعلنت فيستاس أنها ستضيف مئات الوظائف إلى منشآتها في كولورادو وندسور وبرايتون ، وبعد عام 2012 تقريبيًا ، وصفت 2013 بأنها "أفضل سنوات فيستاس على الإطلاق". أضاف Vestas أيضًا موظفين في بويبلو وتوقع أن يصل مرفق البرج في النهاية إلى 500 أعلى. <المرجع name = Vestas80Pueblo /> صرحت Vestas أنها تتوقع أن يكون لديها 2800 موظف في كولورادو بحلول نهاية عام 2014. اعتبارًا من 2016 ، فيستاس تبلغ الطاقة الإنتاجية للكنسرة الأمريكية 2.6 جيجاوات <! - سنويًا ->.
في آذار (مارس) 2015 ، أعلنت فيستاس أنها ستزيد عدد الوظائف بمقدار 400 وظيفة في منشأة تصنيع الشفرات التابعة لها في وندسور وقالت "لقد حققنا 2014 نجاحًا كبيرًا". في عام 2015 ، كان ما يقرب من نصف جميع توربينات Vestas تذهب إلى السوق الأمريكية  (ما يقرب من 3 جيجاوات للولايات المتحدة من 7.5 جيجاوات حول العالم). فيستاس تنوي لبناء مصنع للشفرات في الهند في عام 2016. [بحاجة لمصدر أفضل]
في عامي 2014 و 2015 ، تم الكشف عن 26 موظفًا مخادعًا مع برنامج المبلغين عن المخالفات للشركة (الأول في الدنمارك) ، وتم تأديبهم.
في فبراير 2016 ، حصلت فيستاس على أكبر طلبية لها تبلغ 1000 ميجاوات (278 × 3.6 ميجاوات) لمشروع فوسين بالقرب من تروندهايم في النرويج. تبلغ تكلفتها 11 مليار كرونة دانمركية ، ويجب أن توفر 3.4 تيراواط ساعة سنويًا.
في الربع الأول من عام 2016 ، كان متوسط سعر توربينات الرياح 0.83 مليون يورو لكل ميجاوات ، مقارنة بـ 0.91 مليون يورو قبل عام.
في سبتمبر 2022 ، كشفت فيستاس النقاب عن أطول برج بري لمزرعة رياح. سيسمح الهيكل البالغ طوله 199 مترًا بالوصول إلى منطقة رياح أقوى وأكثر استقرارًا. من المفترض تركيب مولد Vestas V172 بقطر دوار 172 متر وبطاقة 7.2 ميجاوات. من المخطط وضع الأبراج في ألمانيا والنمسا.
تدير Vestas منشأة لإعادة تدوير الشفرات في الولايات المتحدة الأمريكية.

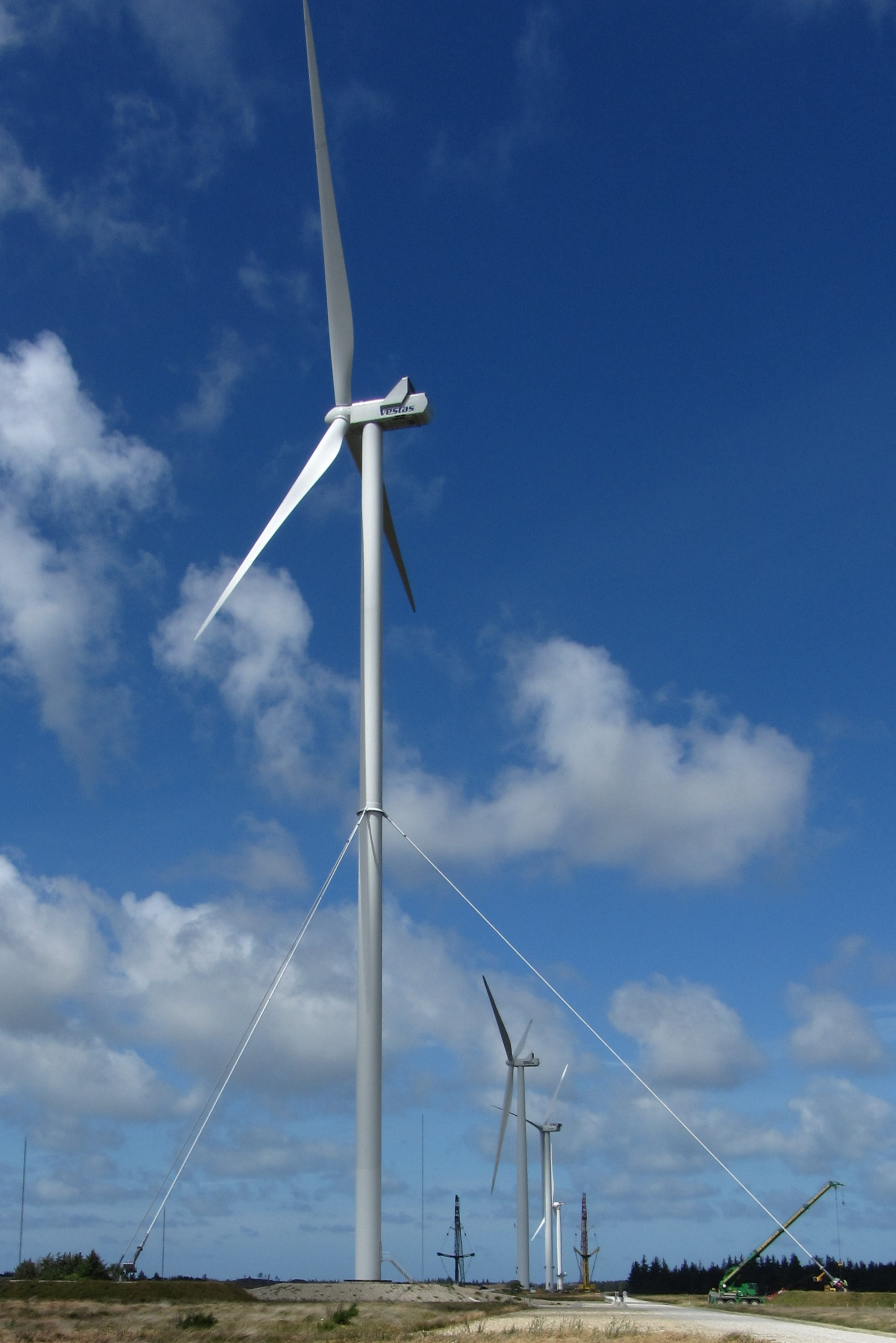
Vestas V126-3.45 MW ذو برج مشدود في Østerild.
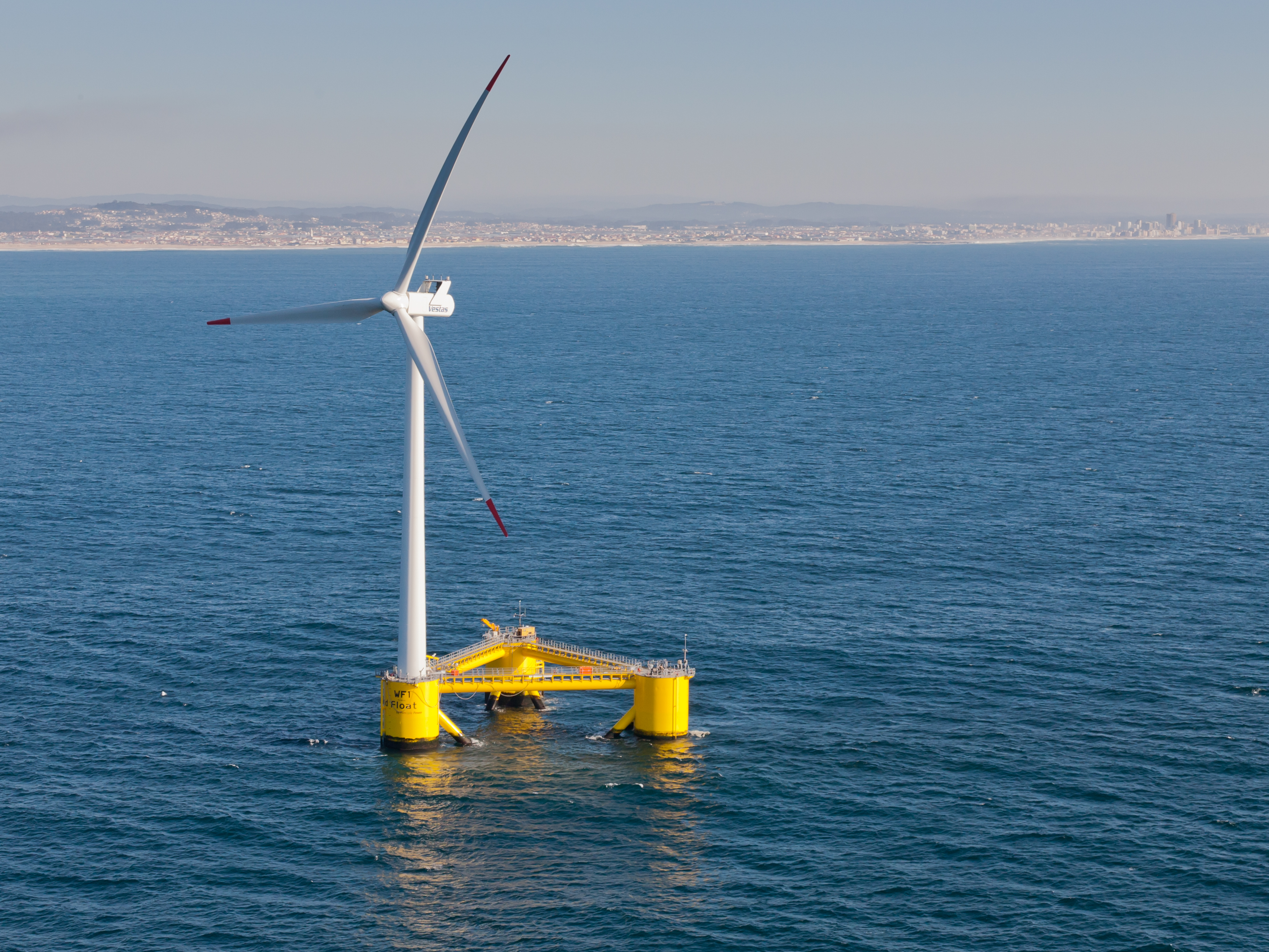
WindFloat, يعمل بقدرة 2 MW, بعيدا عن الساحل بنحو 5 كيلومتر عند أجوكادورا, البرتغال
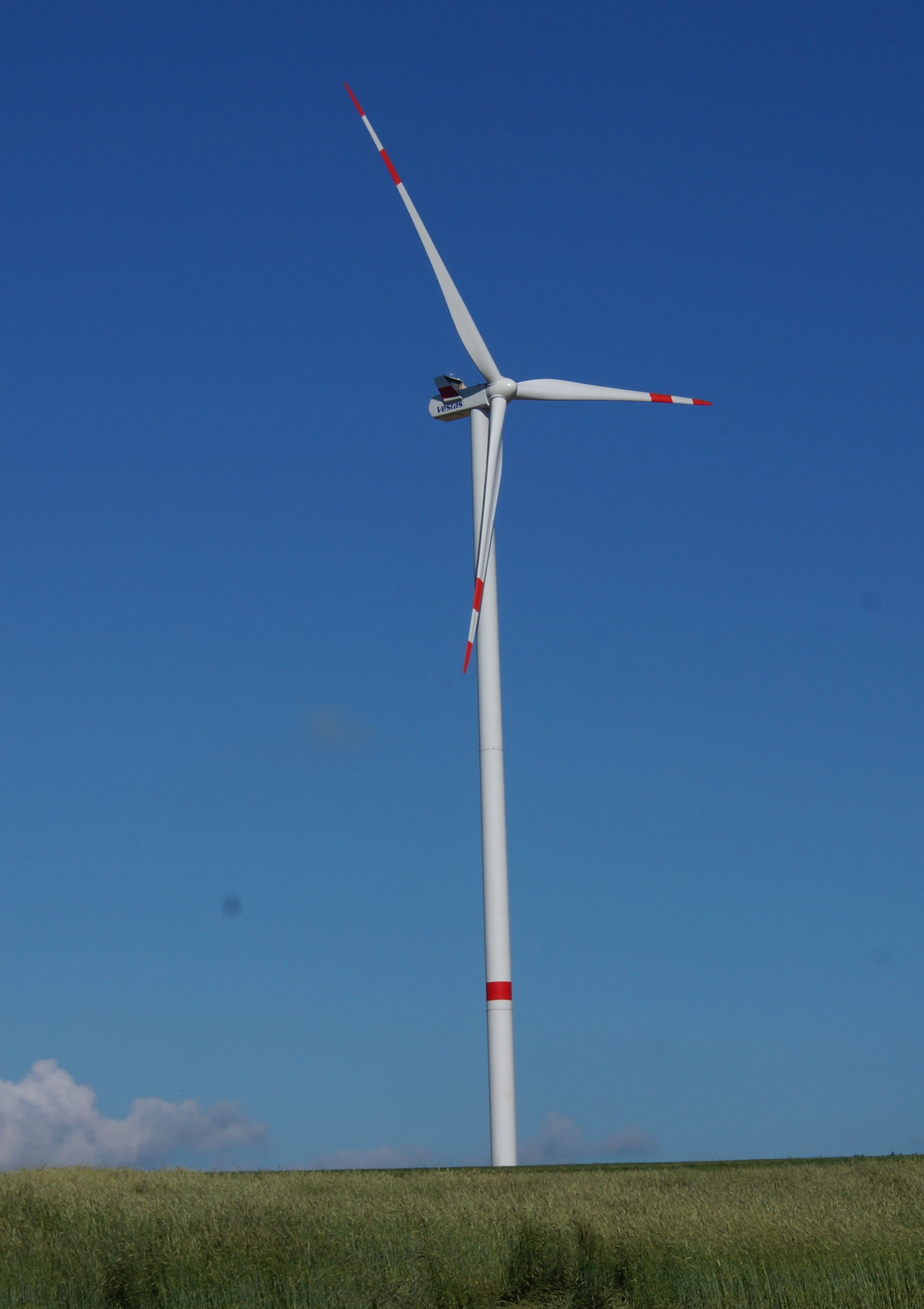
Vestas V112-3.0 MW بافاريا , ألمانيا